# De Kat en de Muis
De Kat en de Muis is een compositie voor piano van de Braziliaanse componist Heitor Villa-Lobos. Het is een deeltje (nr. 3) van de verloren gegane suite voor piano solo Fábulas características.
Ver voordat Villa-Lobos zijn meesterwerk Rudepoêma voor pianosolo componeerde kwam dit werkje van zijn hand. Het is een speelse en technische compositie, die onverbiddelijk Tom and Jerry oproept. Wie zit er eigenlijk achter wie aan. Uiterst snelle passages geven de muis weer, de wat loggere ondertonen (zonder zwaar te klinken) de kat. Het werk sluit af met een (qua tonen) loopje omhoog als laatste vlucht van de muis en één bonk, de kattenklauw.

## Bron en discografie
- Uitgave Naxos; Sonia Rubinsky (piano);
- villalobos.ca